# Mikuszyn
Mikuszyn – osada w Polsce położona w województwie wielkopolskim, w powiecie poznańskim, w gminie Kostrzyn.